# Хойне
Хойне (пол. Chojne) — село в Польщі, у гміні Серадз Серадзького повіту Лодзинського воєводства.
Населення — 968 осіб (2011).
У 1975-1998 роках село належало до Серадзького воєводства.

## Демографія
Демографічна структура станом на 31 березня 2011 року:
|          | Загалом | Допрацездатний вік | Працездатний вік | Постпрацездатний вік |
| -------- | ------- | ------------------ | ---------------- | -------------------- |
| Чоловіки | 487     | 117                | 329              | 41                   |
| Жінки    | 481     | 94                 | 285              | 102                  |
| Разом    | 968     | 211                | 614              | 143                  |